# Grenzschutz (Israel)
Die israelische Grenzpolizei (hebräisch מִשְׁמַר הַגְּבוּל Mischmar haGvūl, deutsch ‚Wache der Grenze‘, Akronym der offiziellen hebräischen Bezeichnung: Magav, מג״ב) ist ein paramilitärisch organisiertes Polizeikorps des Staates Israel und besteht als solches seit 1953. 1949 wurde sie als den Israelischen Streitkräften unterstehende Gendarmerie gegründet, dann aber der zivilen Polizei angegliedert.

## Einsatzprofil

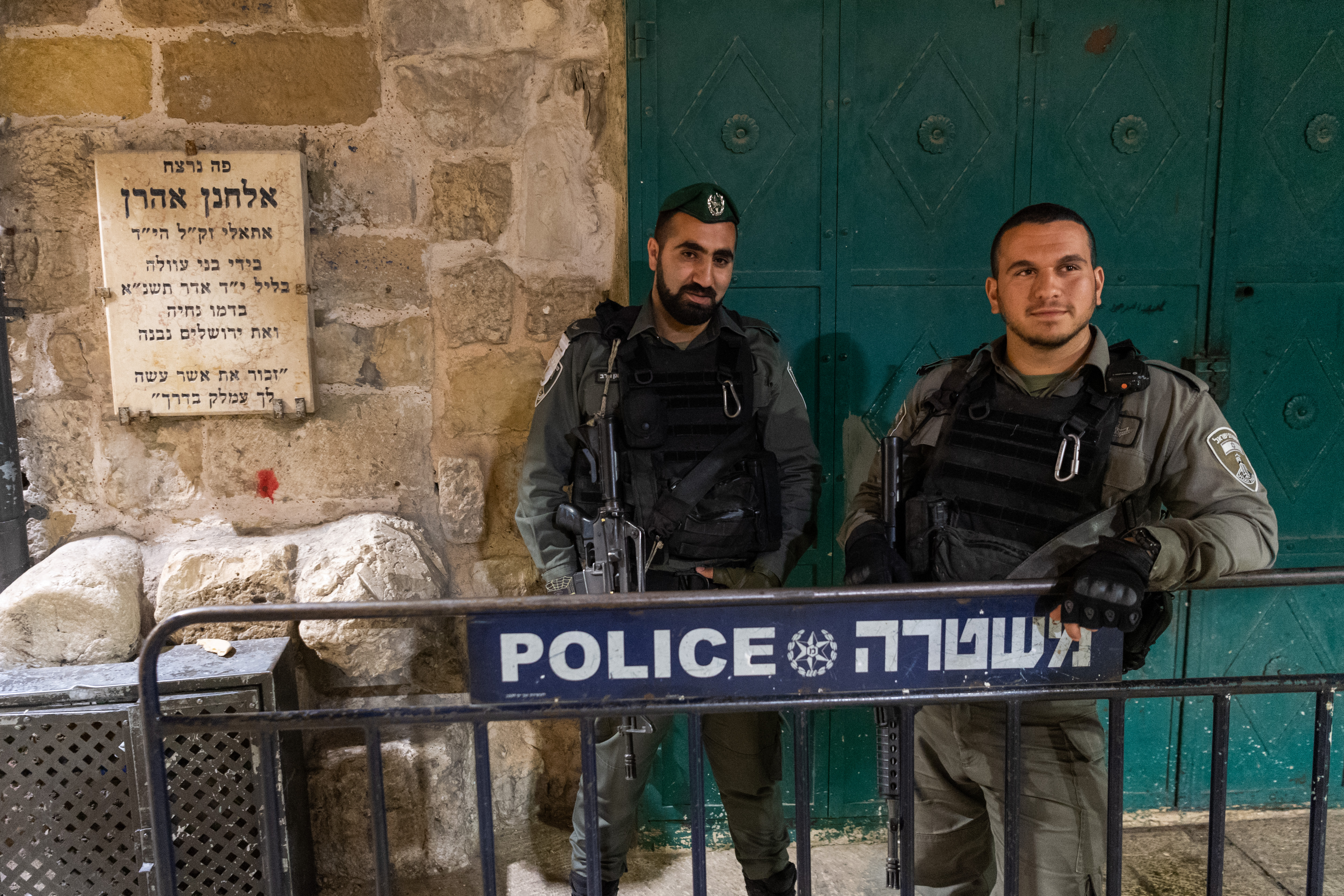
Zwei Beamte an einem Kontrollpunkt an der Via Dolorosa in Jerusalem

Der israelische Grenzschutz nimmt ein weites Einsatzspektrum wahr. Primäres Ziel war stets der Schutz der Grenzen. Diese Aufgabe hat sich aus der ursprünglichen Funktion als Gendarmerie im Rahmen der regulären Armee heraus entwickelt. Zu den Hauptaufgaben gehören der Schutz der Grenzen zu den Palästinensischen Autonomiegebieten, zu Libanon und Syrien, die Aufrechterhaltung der öffentlichen Ordnung, besonders in Jerusalem und dem Westjordanland sowie die Terrorismusbekämpfung. Noch heute dient der Grenzschutz als reguläre Polizei in ländlichen Gebieten und im Westjordanland. Zuletzt dient der Magav auch als Assistenztruppe der regulären Armee.

## Geschichte
Während des Unabhängigkeitskriegs 1948/1949 erkannte man in Israel die Notwendigkeit eines Korps zur Bewachung der langen und meist offenen Grenzen des noch jungen Staates, insbesondere um illegale Grenzübertritte zu verhindern. Die neugegründete Formation Cheil HaSfar (חֵיל הַסְְּפָר ‚Korps der Grenzmark‘) wurde zuerst den israelischen Streitkräften unterstellt. 1950 entschied der damalige Ministerpräsident David Ben-Gurion das Korps vom IDF zur Polizei zu transferieren. Dieser Vorgang wurde 1953 abgeschlossen, als am 26. April der Oberste Polizeipräsident Ezekiel Sahar
(יְחֶזְקֵאָל סַהַר Jəchesqʾel Sahar) die Grenzpolizei in der heutigen Form gründete. Erster Kommandant der Truppe wurde Pinchas Koppel.
Während der Sueskrise 1956 waren Angehörige der Grenzpolizei für das Massaker von Kafr Qasim verantwortlich. Am zweiten Kriegstag wurde über das israelisch-arabische Dorf eine Ausgangssperre verhängt. Dorfbewohner, die auf den Feldern des Dorfes gearbeitet hatten und sich der Ausgangssperre offenbar nicht bewusst waren, wurden bei ihrer Rückkehr ins Dorf erschossen. 48 arabische Israelis, darunter 23 Kinder und Jugendliche, wurden dabei getötet. Dieses Ereignis löste heftigen Protest in der Öffentlichkeit aus und führte zu einem wegweisenden Urteil des Obersten Gerichtshofs über die Verpflichtung von Soldaten, offensichtlich illegale Befehle zu missachten.
Bereits in den ersten Jahren zeigte sich, dass es beim Schutz den Grenzen oft an geeignetem Nachwuchs fehlte. Daher kann seit 1963 der Grundwehrdienst auch bei der Grenzpolizei abgeleistet werden. Noch im selben Jahr wurden die ersten 250 Wehrpflichtigen im Grenzpolizeidienst eingesetzt, später stieg diese Zahl deutlich an.
Während des Sechstagekrieges 1967 nahm die Grenzpolizei an der Seite des IDF an den Kämpfen teil. Nach dem Krieg wurde er im Westjordanland und im Gazastreifen eingesetzt und als Teil der Militärverwaltung mit der Aufrechterhaltung von Recht und Ordnung beauftragt. Seitdem war ein erheblicher Teil der Grenzpolizei in diesen Gebieten tätig, insbesondere während der Jahre der Ersten Intifada und der als Al-Aqsa-Intifada bekannten Zweiten Intifada, die schlussendlich darin endete, dass sich 2005, initiiert durch Ariel Scharons Abkoppelungsplan, die Israelis komplett aus Gaza zurückzogen.

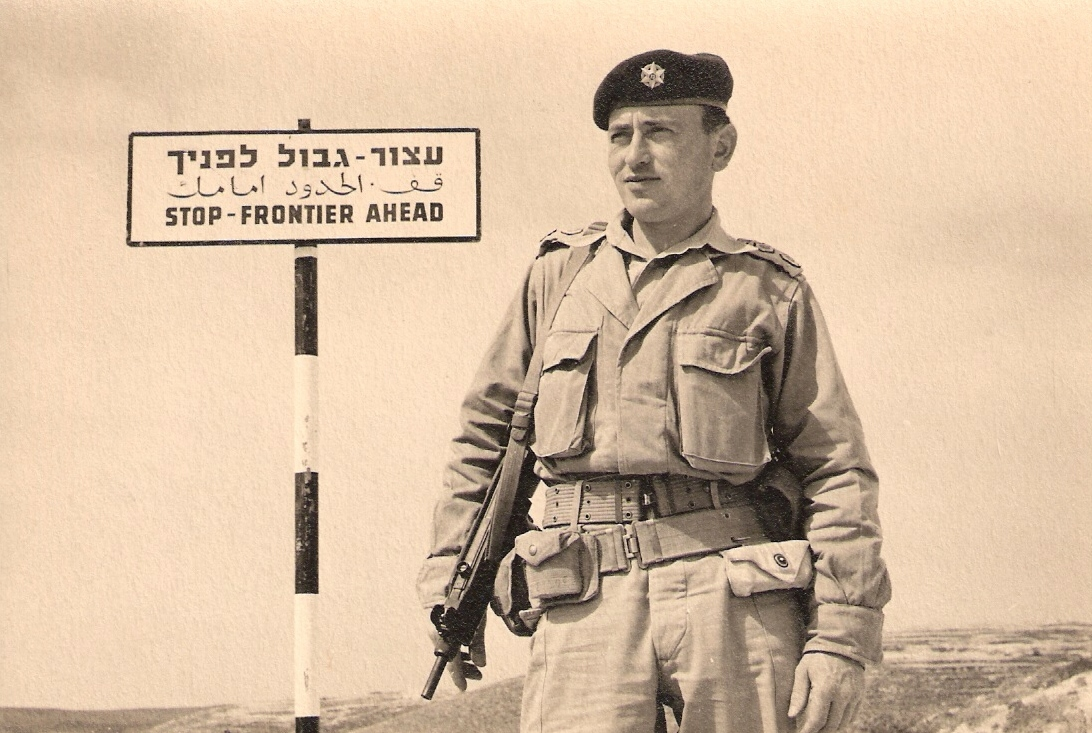
Grenzpolizist an einem Checkpoint (1955)

Nach dem Jom-Kippur-Krieg wurde im April 1974 die Verantwortung für die innere Sicherheit von den israelischen Streitkräften auf die israelische Polizei übertragen. Dies erforderte allerdings, dass die Polizei mit Bedrohungen umgehen konnte, die nicht in ihrem Verantwortungsbereich oblagen. Dem Grenzschutz wurde deshalb die Sicherung der Flug- und Seehäfen übertragen. Des Weiteren sollten sie bei Sabotageakten als erste Kraft zur Stelle sein. Aus diesem Grund wurde noch im gleichen Jahr die paramilitärische Spezialeinheit JAMAM gegründet, deren Haupteinsatzschwerpunkt der Antiterrorkampf ist. 1976 wurde das Hauptquartier der Grenzpolizei in die Stadt Lod verlegt, wo es bis heute residiert.
Vor dem Ersten Libanonkrieg oblag die Sicherung der Nordgrenze den Streitkräften, da sie zur gefährlichsten Grenze von Israel zählte. Als 1982 der Libanonkrieg ausbrach und die Armee im Libanon einmarschierte, unterstützten Einheiten der Grenzpolizei die Armee im Kampf gegen terroristische Organisationen durch Festnahmen und Aufrechterhaltung der Ordnung. 51 Grenzer kamen während dieses Krieges ums Leben. Auch während des Zweiten Libanonkrieges agierte die Grenzpolizei in ähnlichen Unterstützungsaufgaben.
Nachdem 1994/1995 die Luftwaffenoffizierin Alice Miller vor dem Obersten Gericht Israels die Zulassung zur Pilotenausbildung erklagt hatte, wurde in der Knesset ein Gesetzentwurf zur völligen Gleichstellung von Soldatinnen in allen Teilstreitkräften verabschiedet. Daraufhin verkündete der damalige Kommandant der Grenzpolizei, Jisrael Sadan, dass der Grenzschutz sich den Streitkräften insoweit anschließe und nun seine Beamtinnen auch auf Dienstposten mit unmittelbarem Kampfauftrag einsetzen würde.
Der Grenzschutz musste sich in den Jahren 2016/2017 vor allem in Jerusalem immer wieder mit palästinensischen Gewalttätern auseinandersetzen. Am 3. Februar 2016 wurde bei einem Anschlag am Damaskustor die Beamtin Hadar Cohen getötet.

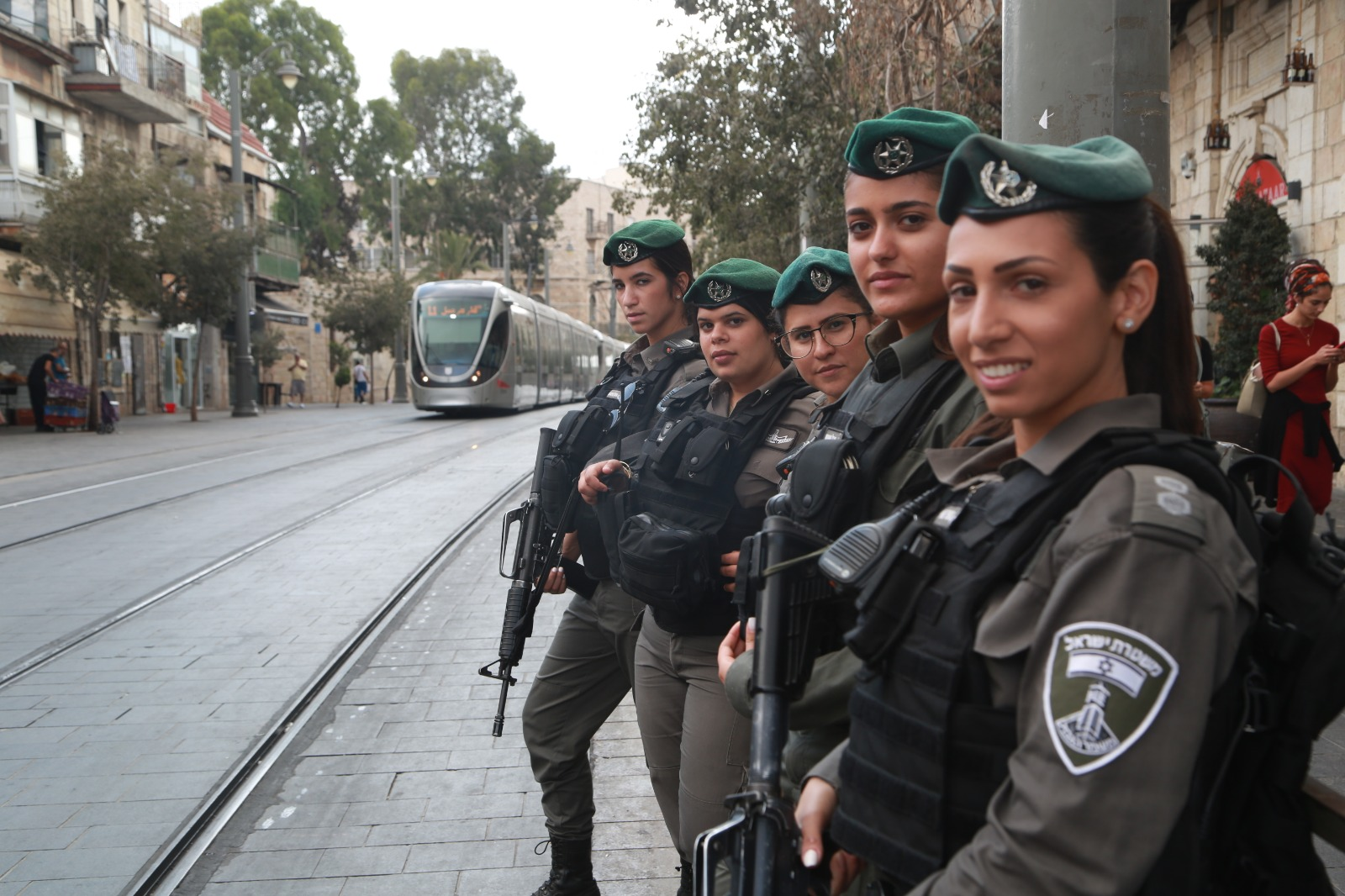
Grenzpolizistinnen an der Jaffa Street in Jerusalem

 Am 16. Juni 2017 wurde an gleicher Stelle die Beamtin Hadas Malka durch mehrere Messerstiche getötet. Bei einem weiteren Angriff auf das Damaskustor und einem Anschlag auf den Tempelberg wurden insgesamt zwei Grenzpolizisten getötet. Bei einem anschließenden Schusswechsel tötete die Polizei die Terroristen. Schon 2016 wurden beim Tod von Hadar Cohen kritische Stimmen laut, dass die „Ausbildung des Mädchens“ gar nicht abgeschlossen gewesen sei. Als Folge dessen und auch weil immer mehr weibliche Anwärter den Dienst beim Grenzschutz antreten wollten, gründete der Magav die Hadar-Kompanie (benannt nach Hadar Cohen), um eine bessere Ausbildung der Beamtinnen gewährleisten zu können.
Am 26. September 2017 starb mit Solomon Gavriyah ein weiterer Grenzpolizist in Ausübung seines Dienstes. Er und zwei zivile Wachmänner starben bei einem Anschlag in der Siedlung Har Adar.
Als es in ganz Israel im Zuge des Israel-Gaza-Konflikt 2021 zu massiven Ausschreitungen zwischen arabischen und jüdischen Israelis kam, wurde der Grenzschutz zur Aufstandsbekämpfung eingesetzt.
Am 21. August 2021 wurde der Beamte Barʾel Chadaria Schmuʾeli (בָּרְאֵל חֲדָרְיָה שְׁמוּאֵלִי) bei Ausschreitungen an der Grenze zum Gazastreifen von einer Kugel, abgefeuert durch einen palästinensischen Schützen, schwer am Kopf getroffen. Neun Tage später erlag er seinen Verletzungen.
Am 27. März 2022 kamen die beiden Beamten, die jüdische Schirʾel Aboukaret (שִׁירְאֵל אַבּוּקָרֵט) und den drusischen Yazan Fallach (arabisch يزن فَلَّاح) in Chadera bei einem Terrorakt des ISIS ums Leben. Dabei wurden auch zwölf Zivilisten verletzt. Die beiden Attentäter waren zwei arabisch-stämmige Israelis, die ihre Tat zuvor in einem Video auf Facebook ankündigten und dabei auch dem ISIS die Treue schworen. Andere Grenzschutzbeamte, die sich in unmittelbarer Nähe aufhielten, konnten schließlich die beiden Terroristen töten.

## Struktur

### Personal
Der Grenzschutz besteht sowohl aus Berufsbeamten als auch aus Wehrpflichtigen, die dort ihren Grundwehrdienst absolvieren. Männer und Frauen im Alter von 18 Jahren können sich dazu entscheiden, ihre Pflichtdienstzeit bei der Polizei abzuleisten. Diese beträgt für beiderlei Geschlecht drei Jahre. Drittes Standbein sind sogenannte Matmid (מַתְמִיד; uniformierte Volontäre), meist handelt es sich dabei um Personen, die damals ihren aktiven Dienst dort bestritten haben, die sich freiwillig zum Dienst verpflichten und ein gewisses Pensum an Stunden pro Woche absolvieren.
Die israelische Grenzpolizei ist dafür bekannt, dass sie wegen der Mehrsprachigkeit viele Soldaten aus Minderheiten einbezieht, dies gilt besonders für drusische Rekruten, aber auch Soldaten mit tscherkessischem, arabisch-christlichem und beduinischem Hintergrund. Aber auch bei den sogenannten Lone soldiers des Machal-Programms ist der Einsatz beim Grenzschutz sehr beliebt.
Um überhaupt als Grenzbeamter angenommen zu werden, ist bei der Rekrutierung ein medizinisches Profil von mindestens 82 Punkten erforderlich und das Korps muss auf dem Präferenzfragebogen des Rekruten als mögliche Wunschtruppe angegeben sein. Alle frisch rekrutierten Grenzpolizisten erhalten danach eine reguläre viermonatige Grundausbildung als Infanteristen und nehmen im Anschluss an speziellen Anti-Terror und Crowd-and-Riot-Control-Schulungen teil. Dazu kommen Ausbildungen in normaler Polizeitätigkeit.
Die Beamten des Grenzschutzes sind in jeder Hinsicht wie normale Polizisten zu verstehen und ihre Befugnisse stehen denen der zivilen Polizei gleich. Sie dürfen Durchsuchungen durchführen, Verhaftungen vornehmen und sogar Strafzettel verteilen wie jeder andere Polizist der israelischen Polizei. In der Regel und aufgrund der einzigartigen Ausbildung und besonderen Rolle der Beamten in Bezug auf Heimatschutz und Terrorismusbekämpfung besteht ihre Arbeit jedoch weniger aus Tätigkeiten der normalen Polizei. Ausgenommen sind dabei die eher ländlichen Gebiete, wo die Grenzbeamten oftmals auch die Aufgaben der Polizei und Verkehrspolizei übernehmen und die Anrufe auf der allgemeinen Notrufnummer 100 entgegennimmt.
Die Grenzpolizei dient auch als Personalpool, aus dem die israelische Polizei geeignete Kandidaten rekrutiert. Nicht wenige Grenzpolizisten haben nach Ende ihres Grundwehrdienstes erfolgreich um Übernahme in den zivilen Polizeidienst ersucht und so ihre wahre Berufung gefunden.

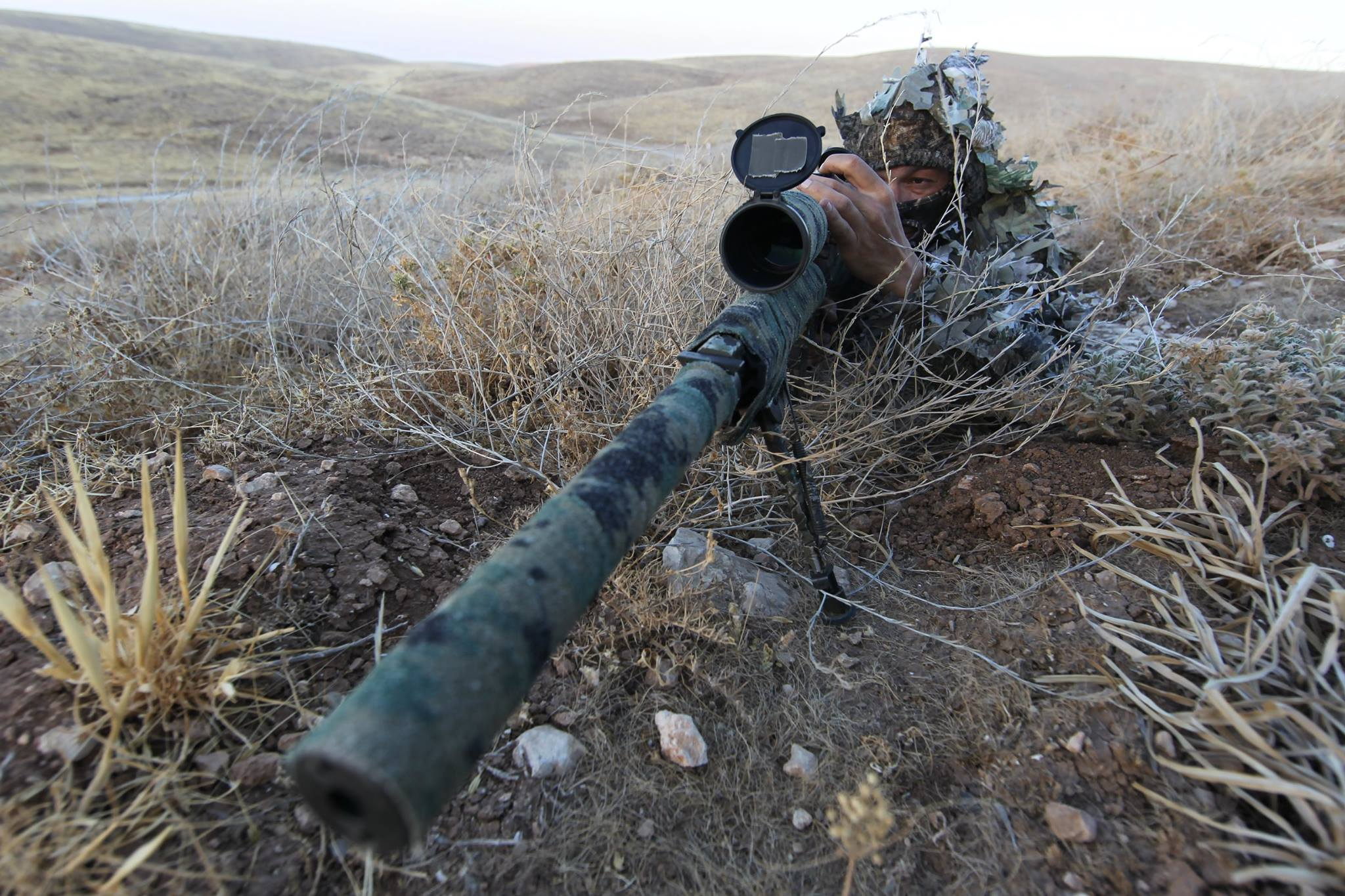
Scharfschütze der Spezialeinheit Jamas

Die Beamten der Grenzpolizei werden auch Magavnikim (מָגָ״בְנִיקִים; singular Magavnik) genannt, was übersetzt zugehörig dem Magav bedeutet. Der Magav selbst wird von seinen Zugehörigen auch gerne als Mopp (מגב) bezeichnet.

### Spezialeinheiten
Zum Zwecke der Terrorismusbekämpfung unterhält der Grenzschutz mehrere Spezialeinheiten:
- JAMAM (Antiterrorkampf mit sehr hohem Gefährdungsgrad), Antiterror- und Geiselrettungseinheit
- JAMAS (verdeckte Terrorismusbekämpfung)
- MATILAN (nachrichtendienstliche Infiltrations- und Abwehreinheit)
- Unit 33 (Gideonim) Elite-Geheimdienst
- JAGAL Einheit zur Bekämpfung des Schmuggels an der Grenze zum Libanon

## Dienstränge
Da direkt der israelischen Polizei unterstellt, benutzt der Grenzschutz auch deren Rangsystem. Beamte der einfachen Dienstgrade, die bereits mit dem Feldanzug 20 ausgerüstet sind, tragen ihre Dienstgrade durch Embleme mit Klettverschluss am linken Oberarm, statt als Kragenspiegel.
Diese sind wie folgt:
|  |  |  |  |  |  |  |  |  |

|  |  |  |  |  |

|  |  |  |  |

Anmerkungen
1. ↑  Diesen Rang gibt es beim Grenzschutz typischerweise nicht, der Rav Nitzav ist Kommandeur der gesamten israelischen Polizei inkl. des Grenzschutzes.
2. ↑  letzter Kragenspiegel, danach Wechsel zu Schulterstücken

## Ausrüstung

### Uniformtypen
Das normale Erscheinungsbild der Grenzpolizisten ähnelt mit seinen Olivtönen mehr dem Heer als der blau uniformierten Polizei, wobei jedoch das Oliv der Grenzpolizei mehr ins Graue geht als das der Streitkräfte. Am Barett ist ein metallenes Korpsabzeichen der Polizei angebracht. Im Unterschied zur Armee tragen Grenzpolizisten ein Korpsabzeichen am Oberarm der Felduniform und zusätzlich ein Namensschild. Standardmäßig sind Feldpolizisten des Grenzschutzes mit grau-grünem Kampfanzug, schwarzen Einsatzstiefeln und dunkelgrünem Barett ausgestattet. Wahlweise wird auch eine schwarze Baseballmütze getragen. Im Streifendienst eine ballistische Weste und ein Tragesystem. Bei Einsätzen mit erhöhter Gefährdungsstufe tragen Grenzpolizisten zusätzlich Helme aus Aramidfasern; im Gefecht auch mit Mitznefet. Spezialeinheiten tragen wahlweise Schwarzzeug, zivile Kleidung oder diverse Tarnmuster.
Unterschieden werden die Uniformen wie folgt:
- Feldanzug (מדי אלף Madei Alef – Uniform „A“) – Die täglich getragene Uniform bei Einsätzen
- Arbeitsanzug (מדי ב Madei Bet – Uniform „B“) – Getragen im Kampf, zu Ausbildungszwecken oder im inneren Dienst.
- Dienstanzug (מדי שרד Madei Srad) – Getragen zu Festanlässen, Beförderungen und Feiertagen. Manchmal getragen auch bei Arbeiten innerhalb einer Polizeikaserne. Besteht aus einem hellgelben Hemd und einer braun-grauen Hose.
- Overall; wahlweise in den Farben grau oder blau mit Korpsabzeichen des Grenzschutzes oder der Polizei.

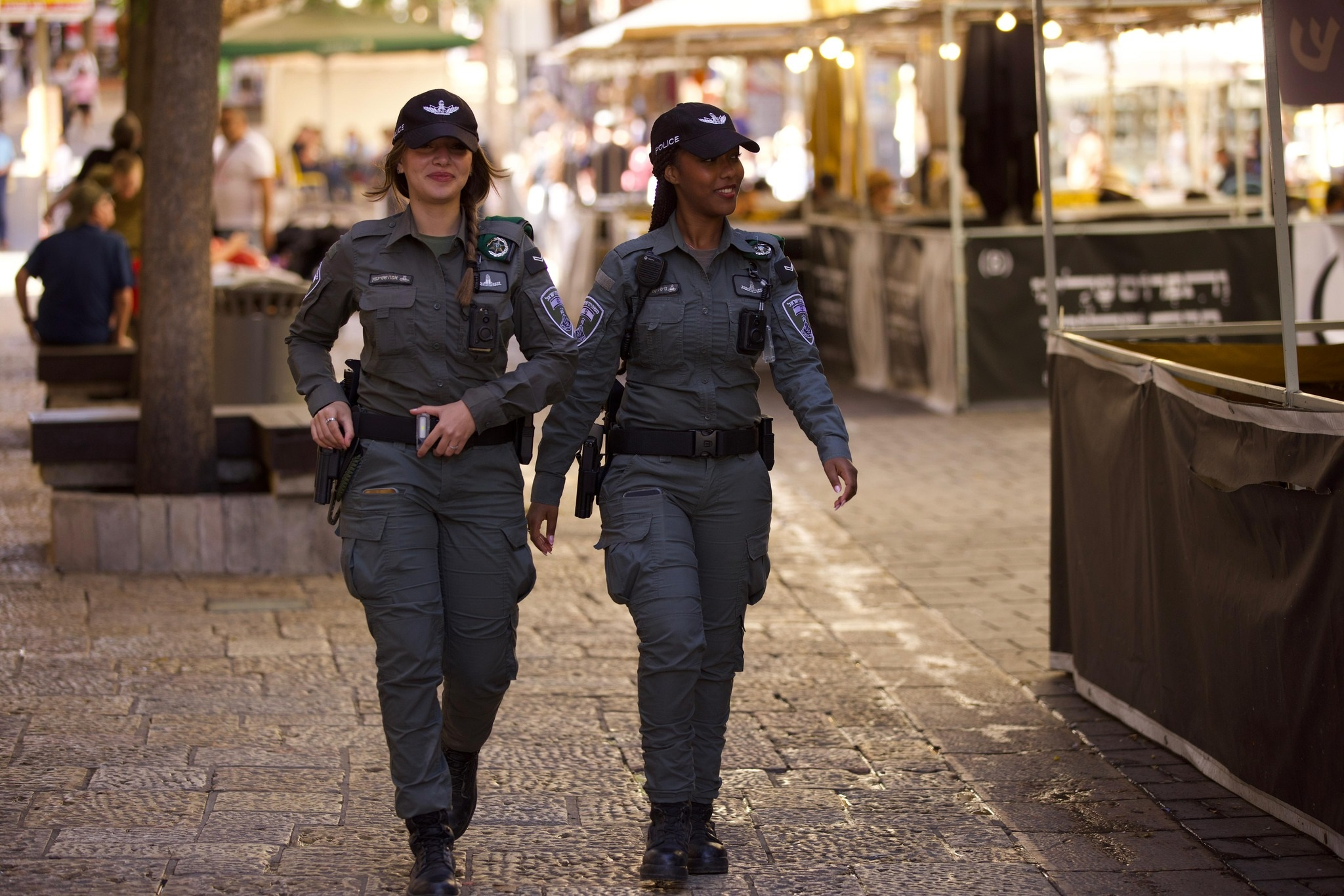
Zwei Beamtinnen im Feldanzug 2020 (Madei Alef) auf Streife
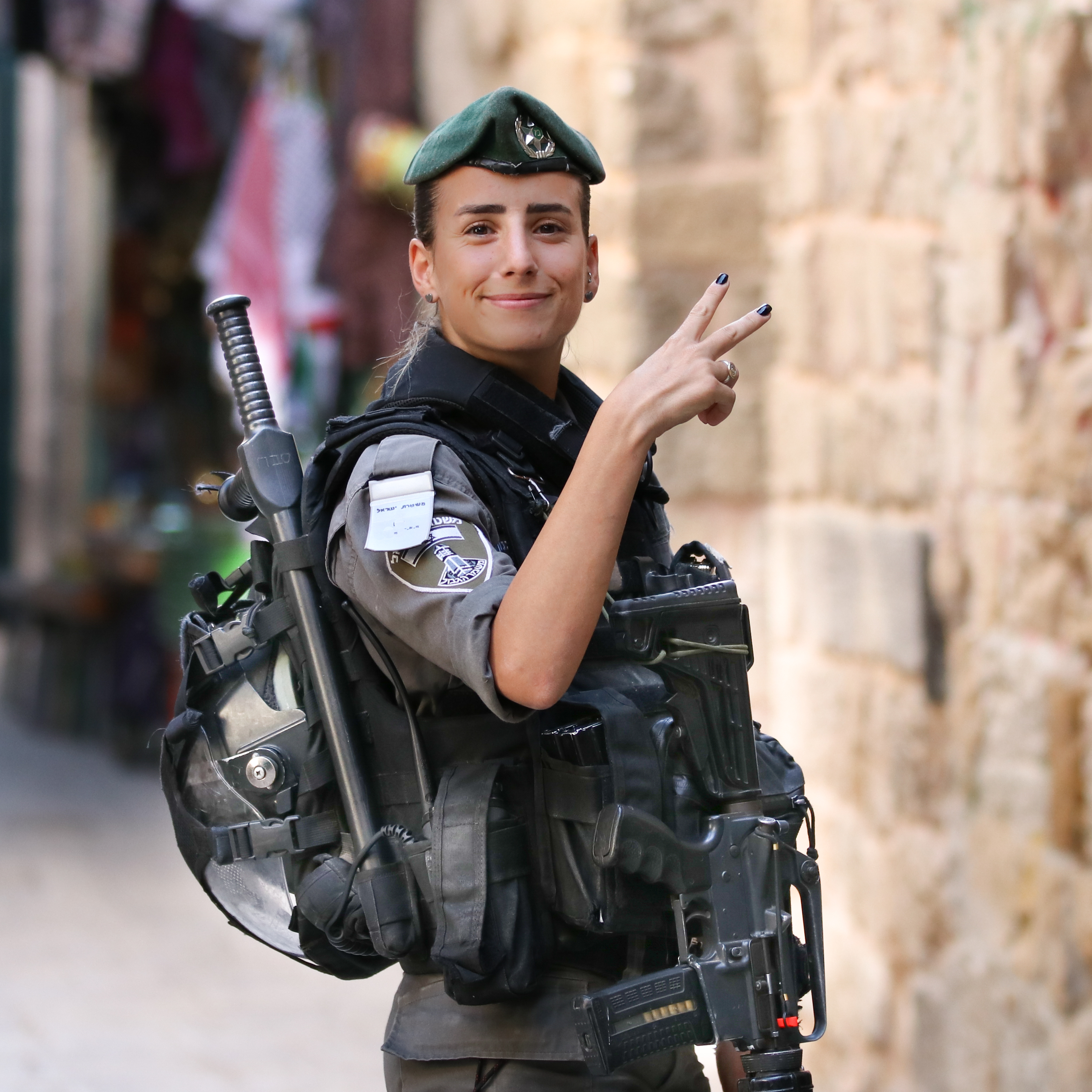
Beamtin mit Weste, Helm und Tonfa-Schlagstock
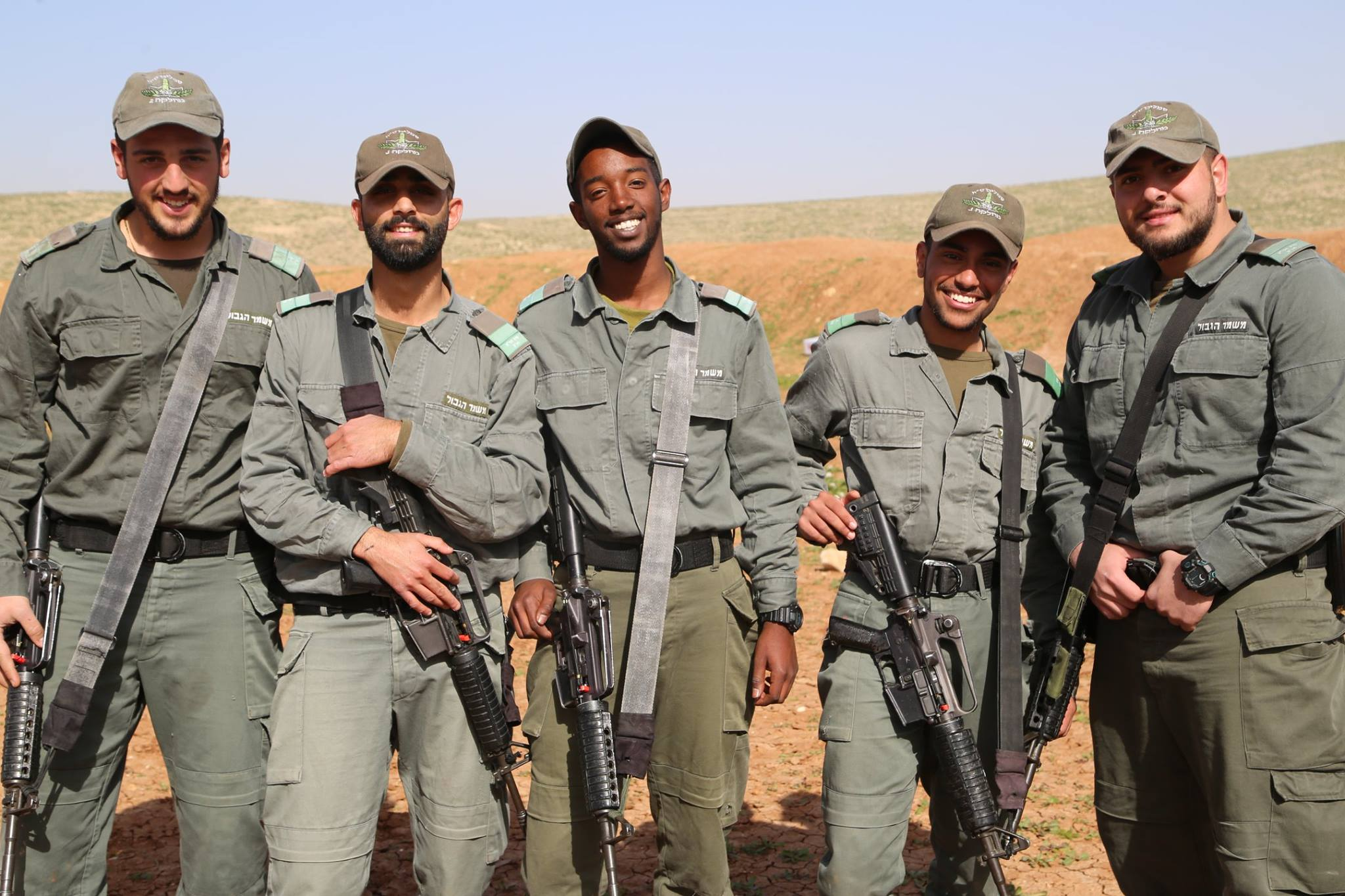
Beamte im Arbeitsanzug (Madei Bet)
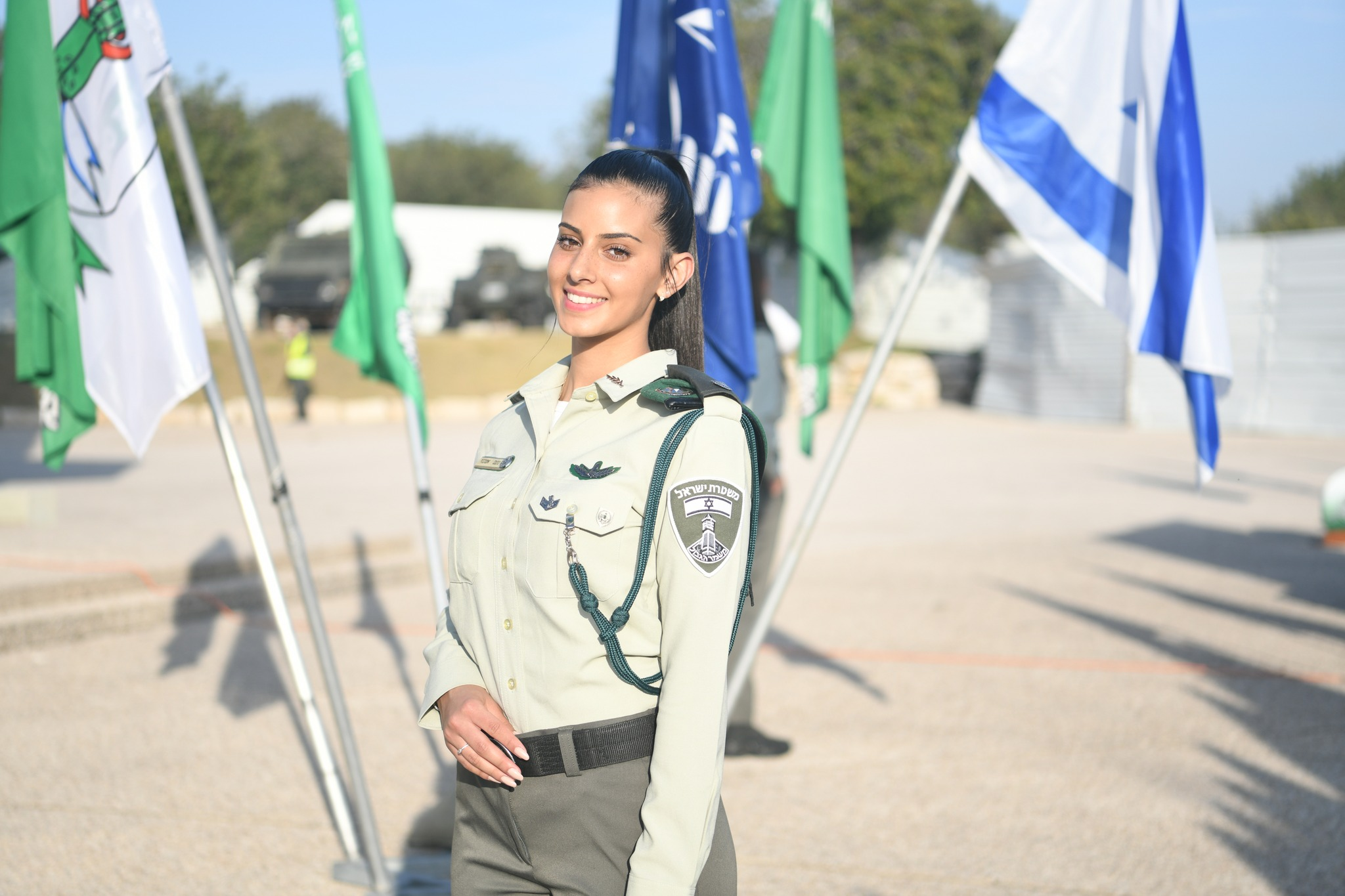
Beamtin im Dienstanzug (Madei Srad)
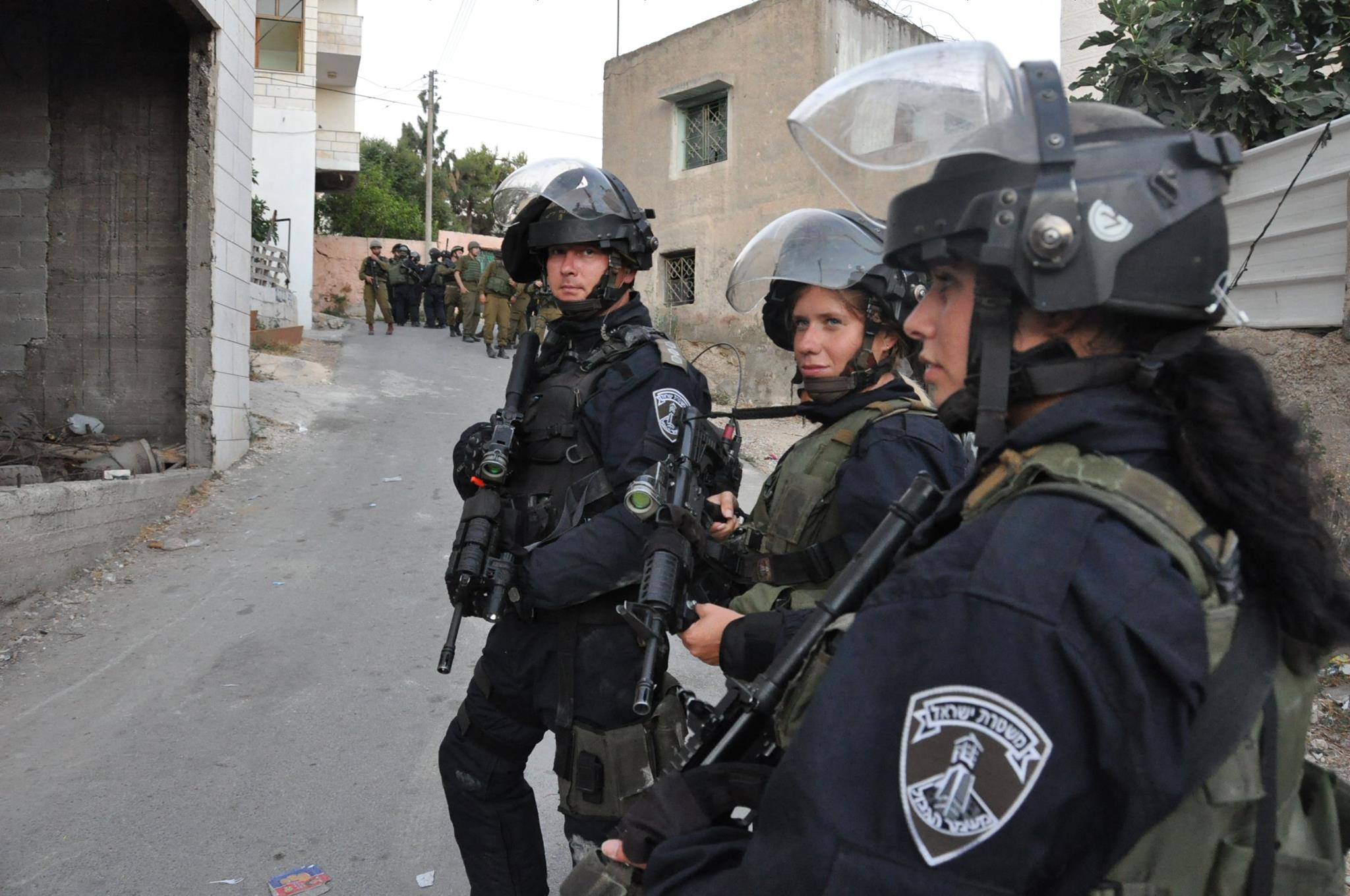
Beamte im blauen Overall

Seit Mitte 2020 werden den Beamtinnen und Beamten des Grenzschutzes eine neuere Version des Feldanzugs abgegeben. Dieser unterscheidet sich farblich nicht von der zuletzt verwendeten Ausführung, weist aber einige Verbesserungen auf. So besitzt er mehr Taschen, eine einfachere Anbringung des Barrets unter der Schulterklappe sowie fix montierte Klettverbindungen neu auch an den Oberarmen.

### Waffen & Ausrüstung
Ordonnanzwaffen für Grenzpolizisten sind der Karabiner Colt M4 und eine Pistole verschiedener Hersteller. Für den Ordnungsdienst sind sie mit Tonfa-Schlagstöcken ausgerüstet.
Eine Reihe von Waffen wird in Spezialeinheiten verwendet, u. a. das CAR-15 Colt Commando, das IMI Galil und das Tavor TAR-21. Außerdem stehen diverse Scharfschützengewehre und Aufsätze für das M4 zur Verfügung.

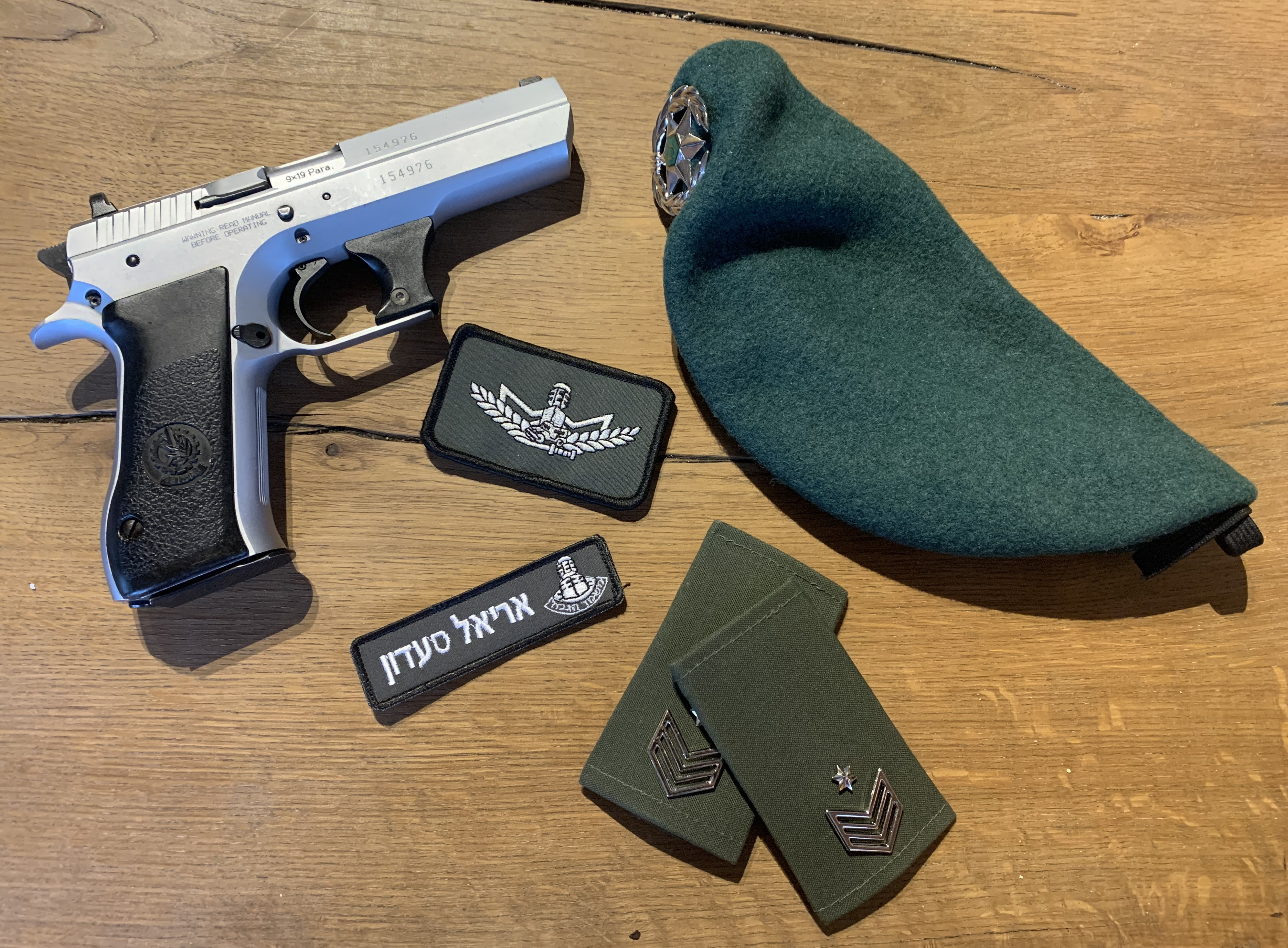
IWI Jericho 941, Brustembleme, Schulterstücke und grünes Barett einer Beamtin
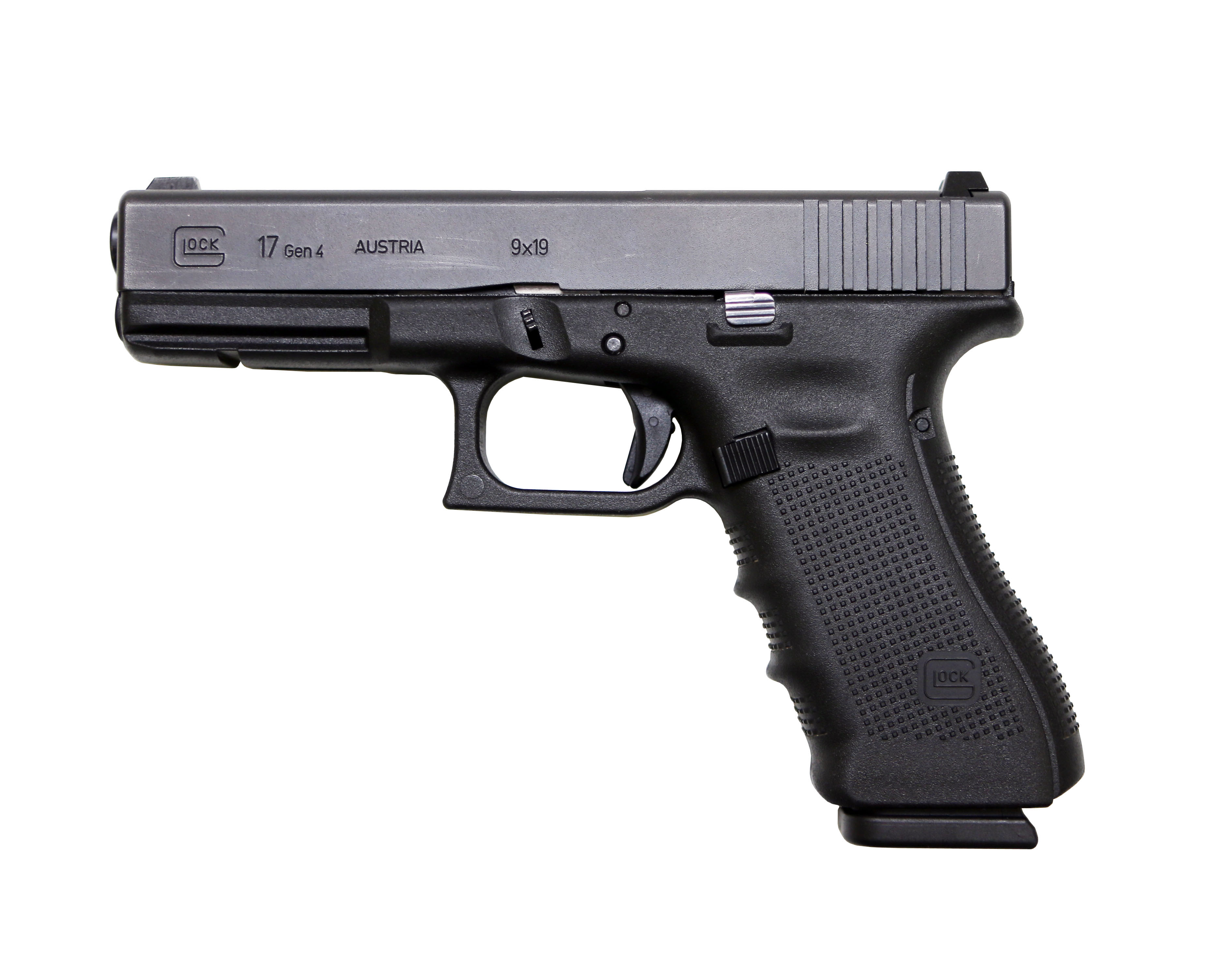
Glock 17
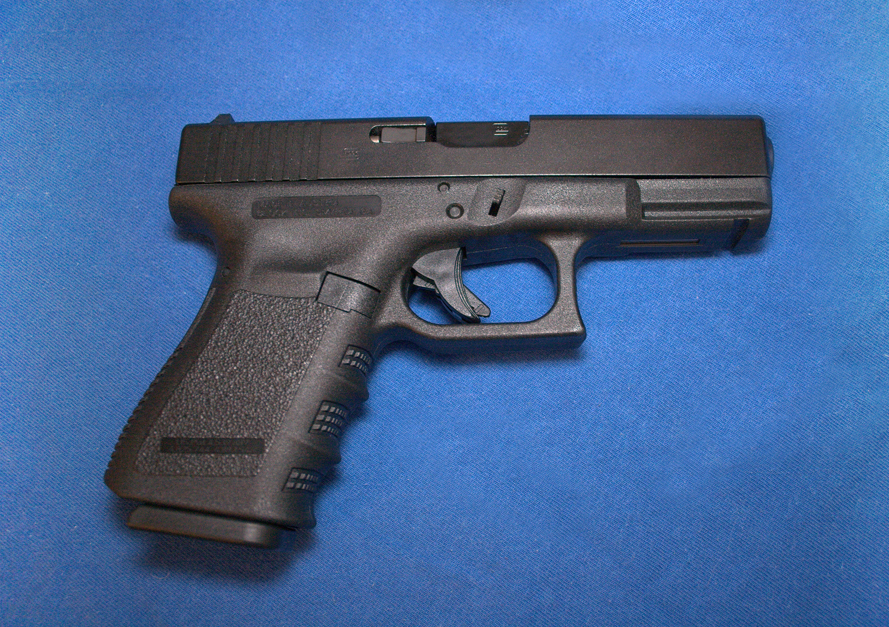
Glock 19
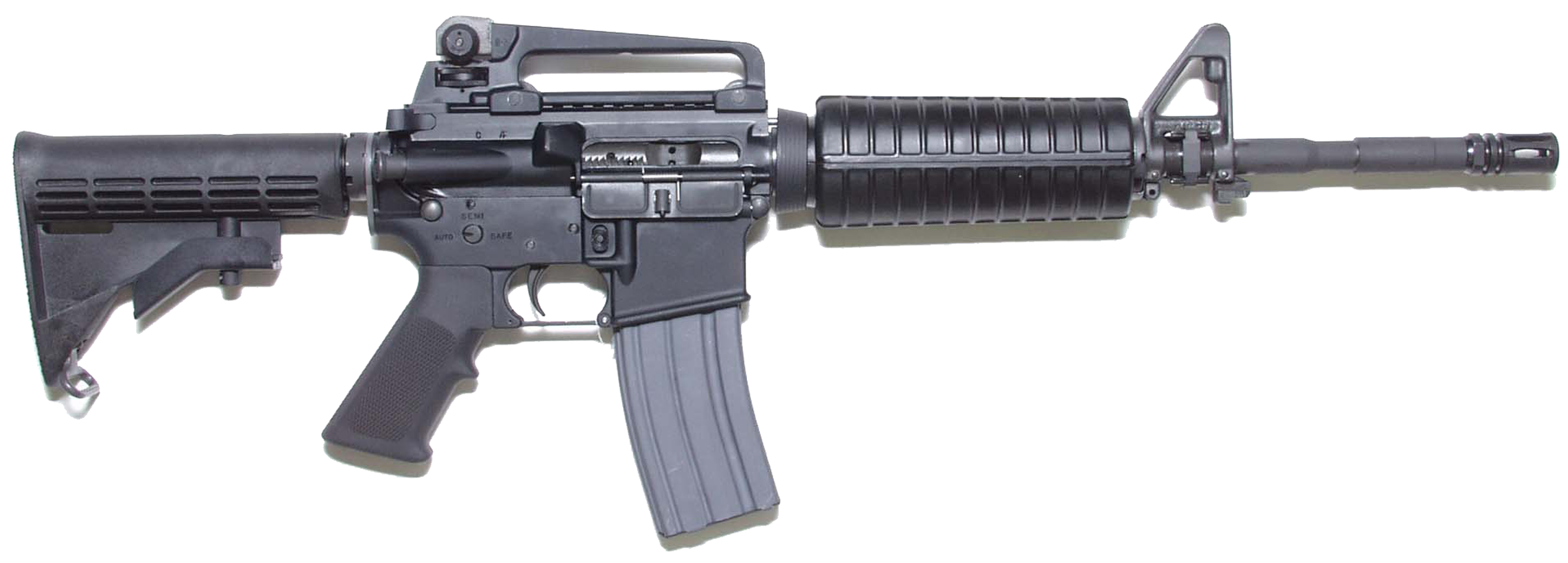
Colt M4
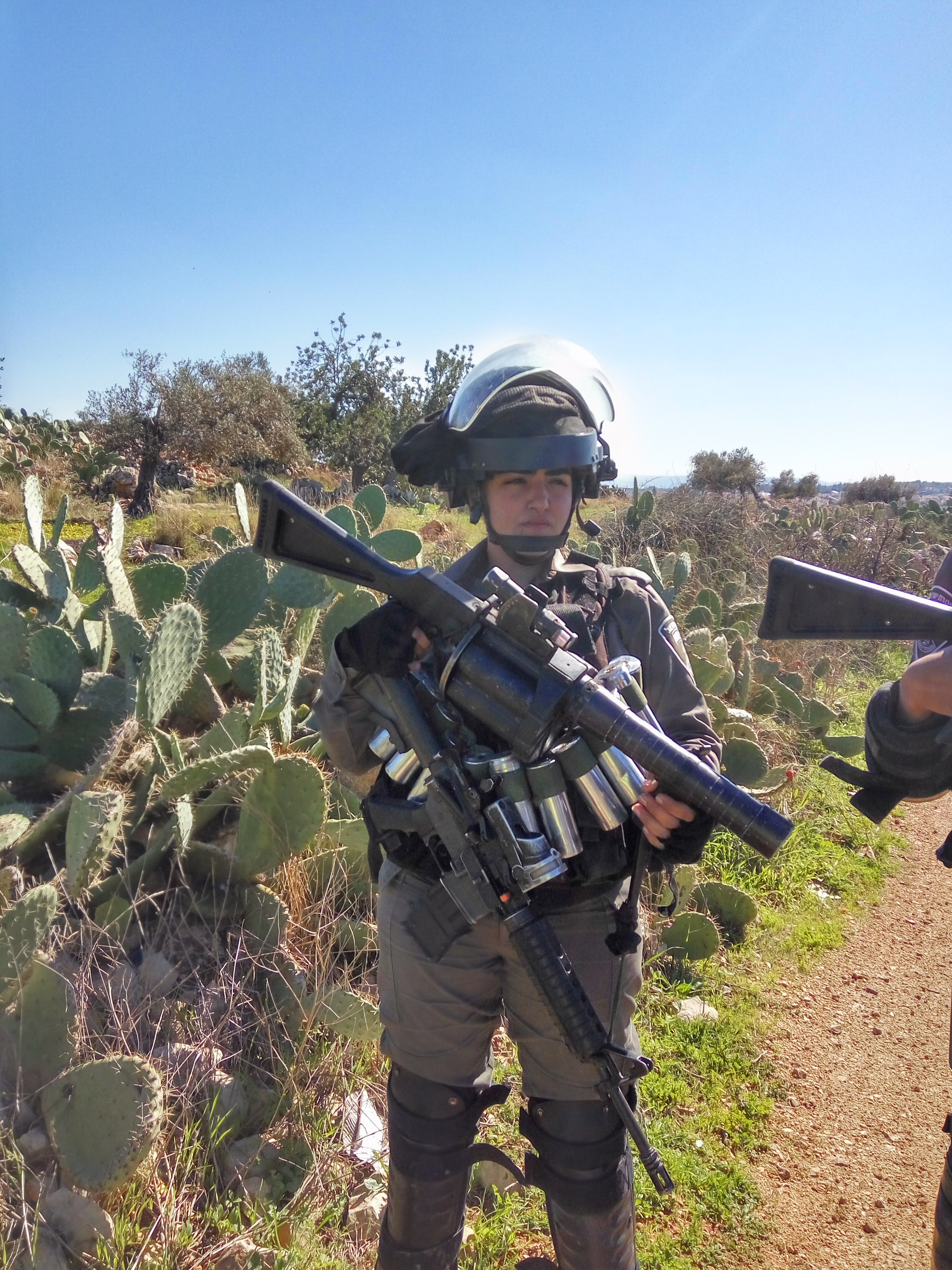
Beamtin mit Tränengaswerfer

Zur weiteren Ausrüstung gehören neben einem Handfunkgerät des Typs Motorola GP-380 auch Handschellen und Pfefferspray sowie eine Body-Cam. Gruppenführer tragen zudem ein Tablet der Marke Panasonic Toughpad FZ-M1 bei sich.

### Fuhrpark
Neben den geländegängigen und gepanzerten Fahrzeugen Plasan SandCat und dem MDT David, die beide aus israelischer Produktion stammen, verwendet der Grenzschutz auch Fahrzeuge wie den Toyota Hilux, den Toyota Land Cruiser und den Isuzu D-Max. Weiters sind auch Fahrzeuge von Chevrolet und Citroën im Einsatz. Im Verbund mit regulären Armee-Einheiten kommen auch eine Reihe von Armeefahrzeugen und Hubschrauber zum Einsatz. Im Dezember 2022 bestellte die Polizei 70 neue gepanzerte und geländegängige Fahrzeuge des Typs Plasan IBEX bei Plasan Re'em, einer Tochtergesellschaft von Plasan Sasa. Als Basis hierfür dient der Toyota Hilux, der 8. Generation. Der Plasan IBEX soll den mittlerweile schon in die Jahre gekommenen MTD David nach und nach ersetzen, die Charge wurde zwischen 2023 und 2024 an den Grenzschutz ausgeliefert.

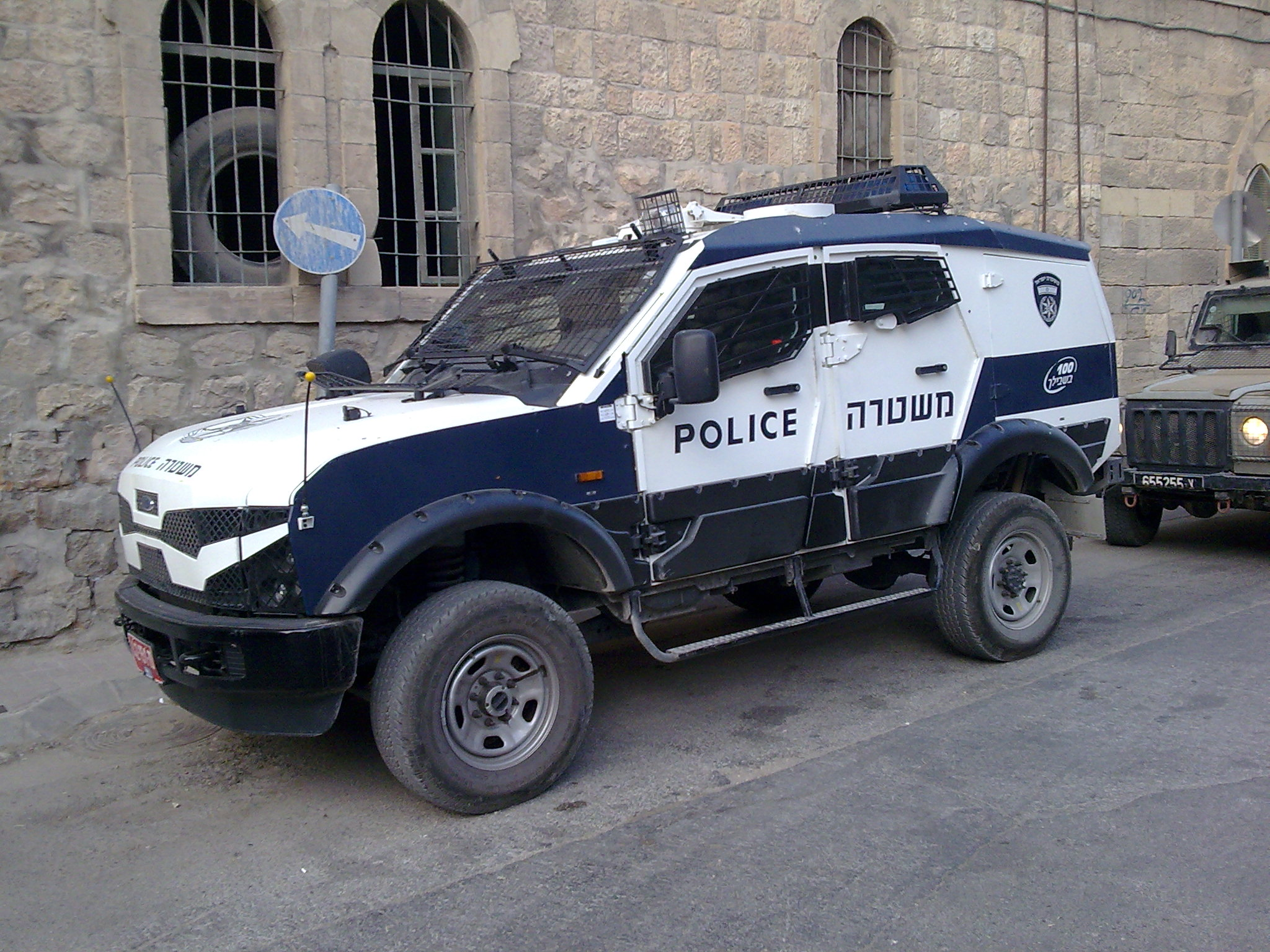
Plasan SandCat (hier in der Lackierung der „blauen“ Polizei)
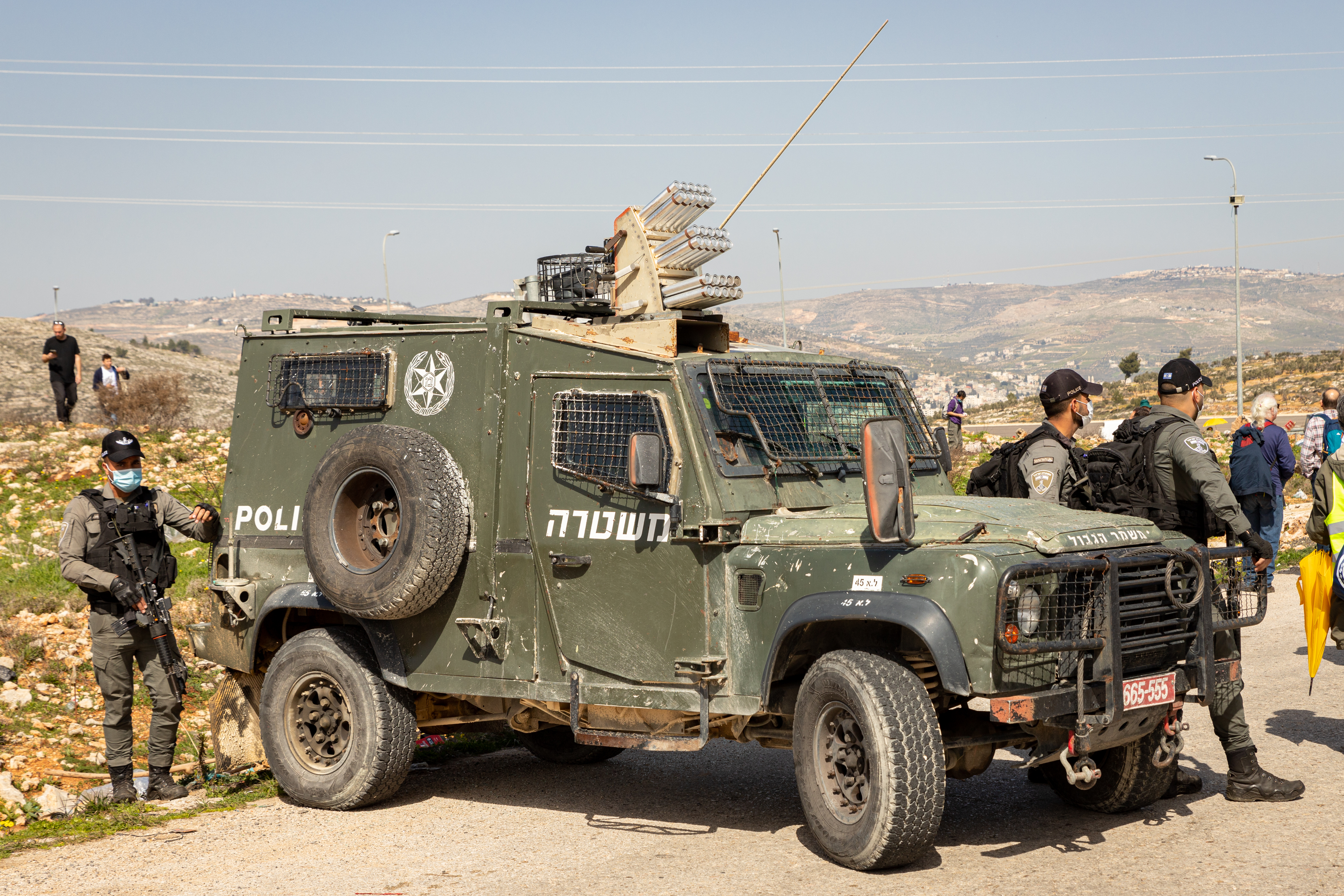
MDT David
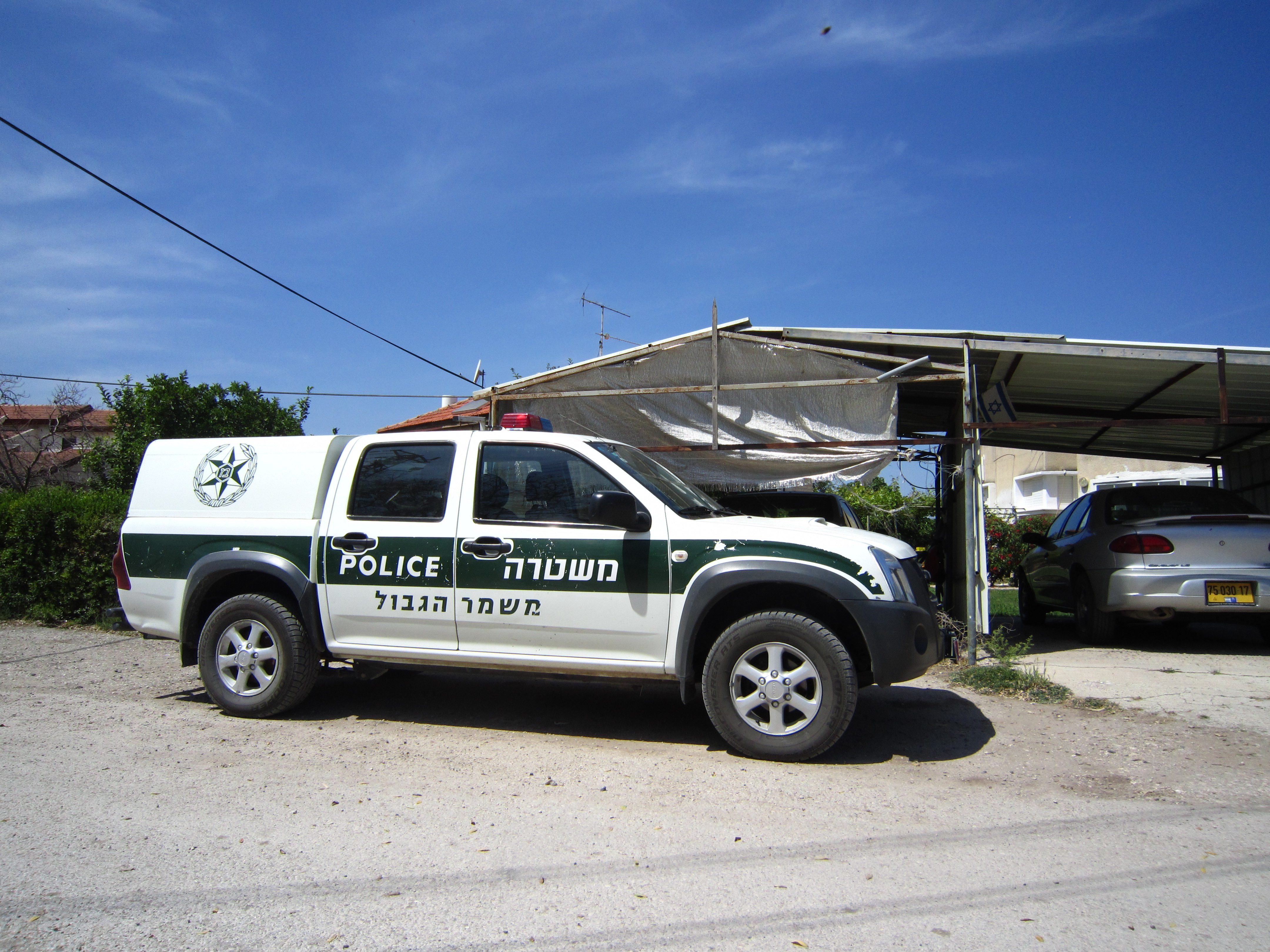
Isuzu D-Max
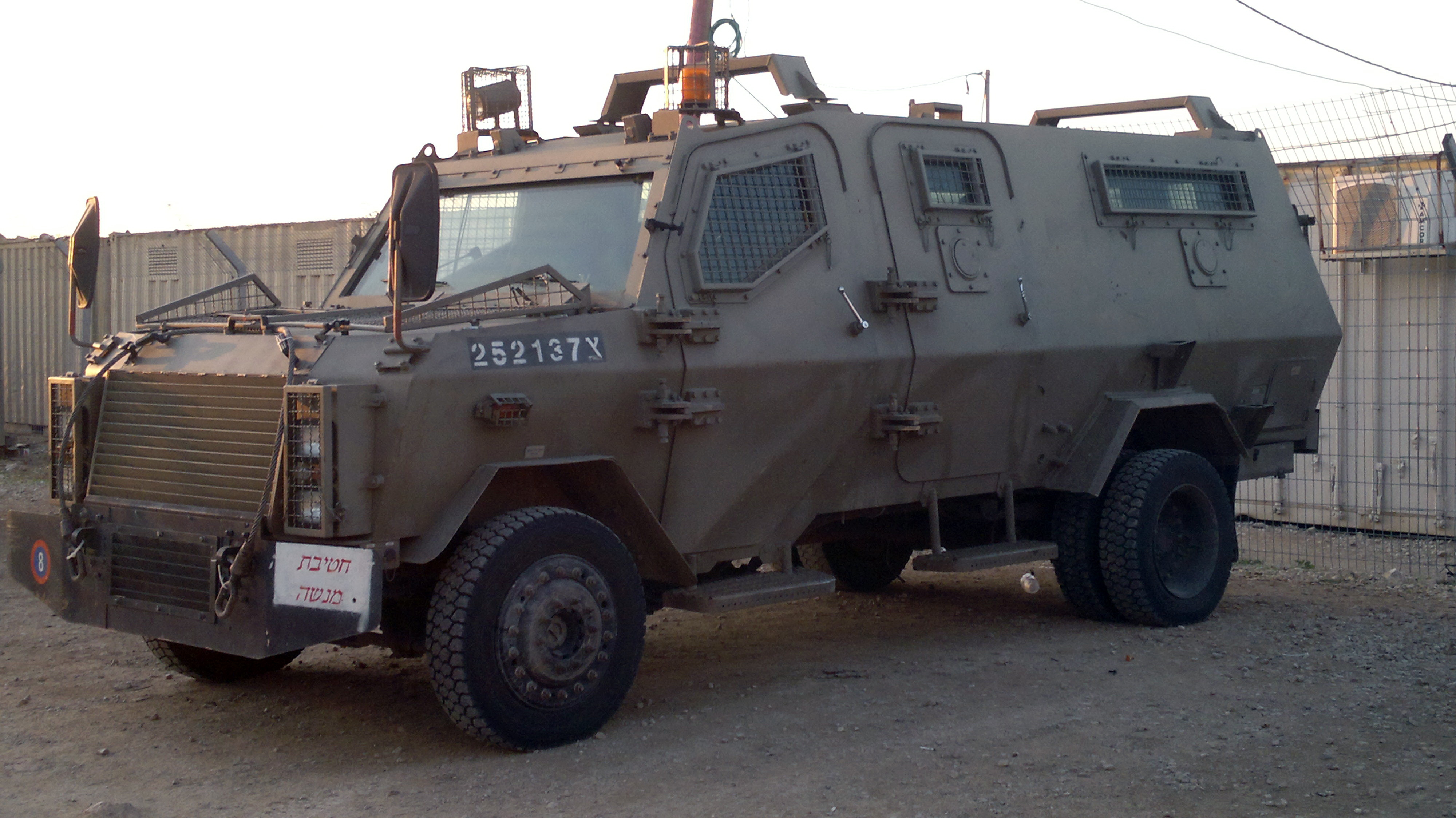
Carmor Wolf (auch benutzt durch den Grenzschutz)
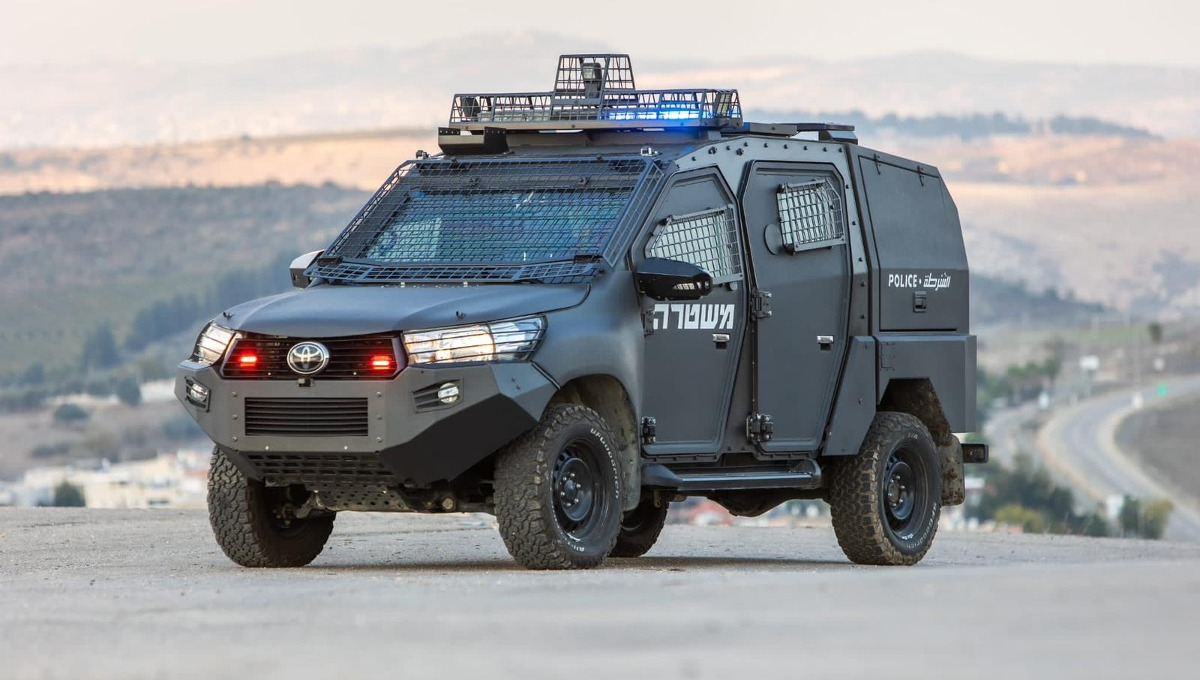
Plasan IBEX
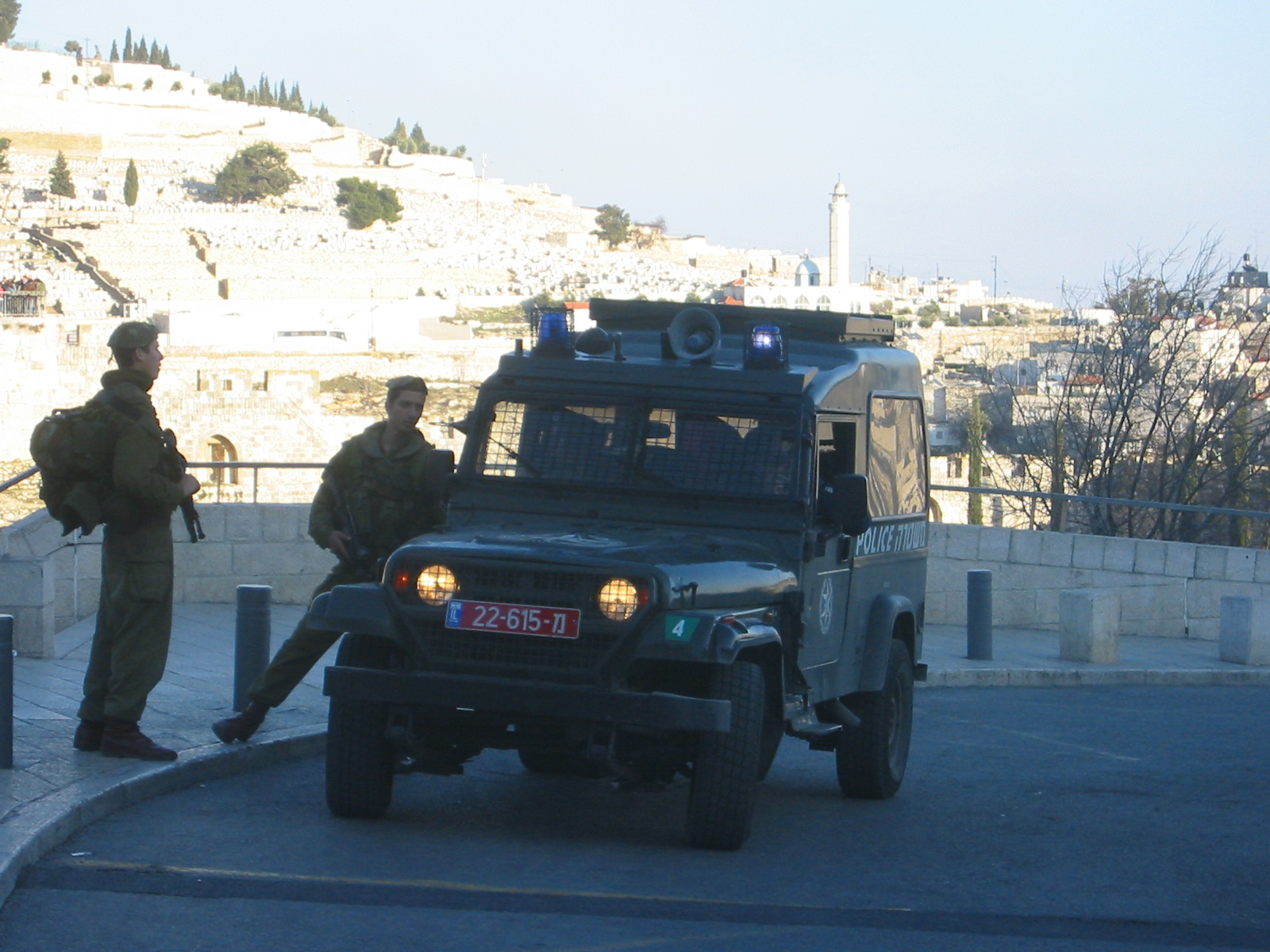
AIL Storm (ersetzt durch MDT David und SandCat)

## Kontroversen
Während der Zweiten Intifada erhob die israelische Nichtregierungsorganisation B’Tselem Vorwürfe, dass die Grenzpolizei Gewalt gegen Palästinenser in den besetzten Gebieten angewandt habe. Für die ersten Monate des Konfliktes führte sie mehrere Vorfälle an, darunter das Brechen der Hand eines dreijährigen Kindes. Die NRO behauptete ferner, dass die strafrechtliche Verfolgung der Beamten, die solche Taten begehen, schwierig sei, da der Grenzschutz gesetzeswidrig keine Kennzeichen mit sich führte, mit denen sie identifiziert werden könnten. Zugleich berichtet sie aber, dass ein Grenzpolizist für Übergriffe zu einer Haftstrafe von drei Jahren verurteilt worden sei und dass der Sprecher der Grenzpolizei, Superintendend Peretz Ratson, erklärt habe, dass eine Reihe von faulen Äpfeln, die dem guten Namen der Grenzpolizei Schaden zugefügt hätten, aus dem Dienst entfernt worden wären. Norman Finkelstein griff die Vorwürfe auf.
Auch andere Menschenrechtsorganisationen wie die Human Rights Watch, das International Solidarity Movement und die Defence for Children International üben Kritik an der Grenzpolizei. So wird zum Beispiel die harte Vorgehensweise gegen palästinensische Kinder angeprangert. Bereits im Frühling 2004 beklagte Siraj Sait in seiner Veröffentlichung, dass den Kindern ihre Rechte verwehrt würden, obwohl Israel die UN-Kinderrechtskonvention 1991 ratifiziert habe. Im Jahr 2012 gab das Foreign Office des Vereinigten Königreichs ein Report in Auftrag, der die Anschuldigungen untersuchte. Für die Anfertigung wurden neun Anwälte nach Israel geschickt, wo sie mit Kindern über ihre Verhaftung und das Verhalten der Sicherheitskräfte sprachen. Die Vorwürfe der NGOs wurden bei der Veröffentlichung somit bestätigt.
Am 19. Dezember 2017 waren Grenzpolizisten maßgeblich daran beteiligt, die damals sechzehnjährige palästinensische Aktivistin Ahed Tamimi an ihrem Wohnort in Nabi Salih festzunehmen und der israelischen Militärjustiz zuzuführen. Ihr wurde vorgeworfen, wiederholt Gewalt gegen Beamte und Soldaten angewandt zu haben. Ihre Verhaftung und der anschließende Gerichtsprozess lösten internationale Proteste aus und es wurde kontrovers darüber berichtet. Nach einem Teilgeständnis wurde sie zu einer achtmonatigen Freiheitsstrafe sowie einer Geldstrafe verurteilt.
Am 13. August 2020 wurden fünf Grenzpolizisten wegen Raub und Körperverletzung im Amt vor einem israelischen Gericht angeklagt. Israel hatte aufgrund der COVID-19-Pandemie die Checkpoints zum Westjordanland geschlossen. Durch Lücken im Grenzzaun gelangten Palästinenser formal illegal nach Israel, um ihrer dortigen Arbeit nachzugehen. Sie wurden daraufhin von den Sicherheitsbeamten kontrolliert, manchmal auch geschlagen und ihres mitgeführten Bargeldes beraubt, bevor sie zwangsweise zurückgeschickt wurden. Die Grenzpolizei verurteilte das Vorgehen und kündigte an, die Täter aus dem Dienst zu entfernen.
Im Juli 2021 wurden in Israel Videoaufnahmen bekannt, die uniformierte israelische Grenzpolizisten dabei zeigen, wie sie in Al-Bireh bei Ramallah im Westjordanland ohne ersichtlichen Grund den Palästinenser Ahmad ‘Abdu aus nächster Nähe in seinem Auto erschießen und dann aus dem Auto zerren, um festzustellen, ob er auch tatsächlich tot ist, ihn dann aber auf der Straße liegen lassen und den Tatort in ihrem Wagen verlassen. Es war die erste derartige extralegale Hinrichtung seit Langem.
Am 11. Januar 2022 wurden Strafermittlungen gegen die Beamtin Oriane Ben Kalifa eingeleitet. Fotos und auch ein Überwachungsvideo aus einer Polizeistation zeigen, wie sie unnötige Gewalt gegen arabische Mitbürger anwendet. Man wirft ihr außerdem vor, im Einsatzbericht unwahre Angaben gemacht zu haben, da sie in diesem behauptete, von den Opfern zuerst angegriffen worden zu sein. Nachdem das Video der Überwachungskamera im Netz viral gegangen war, griffen dann auch israelische Medien den Fall auf.
Am 2. Mai 2023 wurde Ben Kalifa schließlich von der Richterin des Magistrats Jerusalem im Sinne der Anklage wegen Körperverletzung verurteilt, jedoch vom Vorwurf der Strafvereitelung freigesprochen, teilweise unter Berufung auf die nachlässige Art und Weise, mit der die Abteilung für interne Ermittlungen der Polizei die Untersuchung geführt hätte. Es habe ungewöhnlich lange gedauert den Fall überhaupt aufzuarbeiten und bis Zeugen aus der Familie des Opfers zur Aussage vorgeladen wurden. Bemängelt wurde auch die Art und Weise, wie die Befragungen durchgeführt wurden, sowie die Tatsache, dass Ben Kalifas Kollegen nicht befragt wurden, obwohl einige dieser Kollegen im Überwachungsvideo zu sehen waren und somit Zeugen des Zusammenstoßes gewesen sein mussten.
Der rechtsextreme nationale Sicherheitsminister Itamar Ben-Gvir, dessen Verantwortungsbereich auch die Polizei umfasst, kritisierte das Urteil der Richterin scharf und sagte, das Urteil sei „nicht rechtskräftig“ und er werde sich an den Polizeichef wenden, um zu sehen, was für Ben Kalifa getan werden könne. Der Minister zweifelte am Urteilsvermögen der Richterin und stellte fest, dass sie in einem früheren Fall einen Polizisten freigesprochen hatte, der einen ultraorthodoxen Jungen in Jerusalem geschlagen hatte, weil er im Affekt gehandelt hatte. „Auf jeden Fall ist das nicht rechtskräftige Urteil meiner Meinung nach nicht das letzte Wort im Dienst der Beamtin bei der Polizei, schon gar nicht, nachdem sie von den schweren Vergehen freigesprochen wurde“, sagte Ben-Gvir, „ich werde das Urteil studieren, ich werde den Polizeichef und den Leiter der Grenzpolizei bitten, ihre Position genau zu formulieren, und dann wird eine endgültige Entscheidung bezüglich der Beamtin getroffen.“ Die Angelegenheit wäre seiner Meinung nach noch nicht abgeschlossen und er werde gegen das Urteil Berufung einlegen.

## Erinnerungskultur

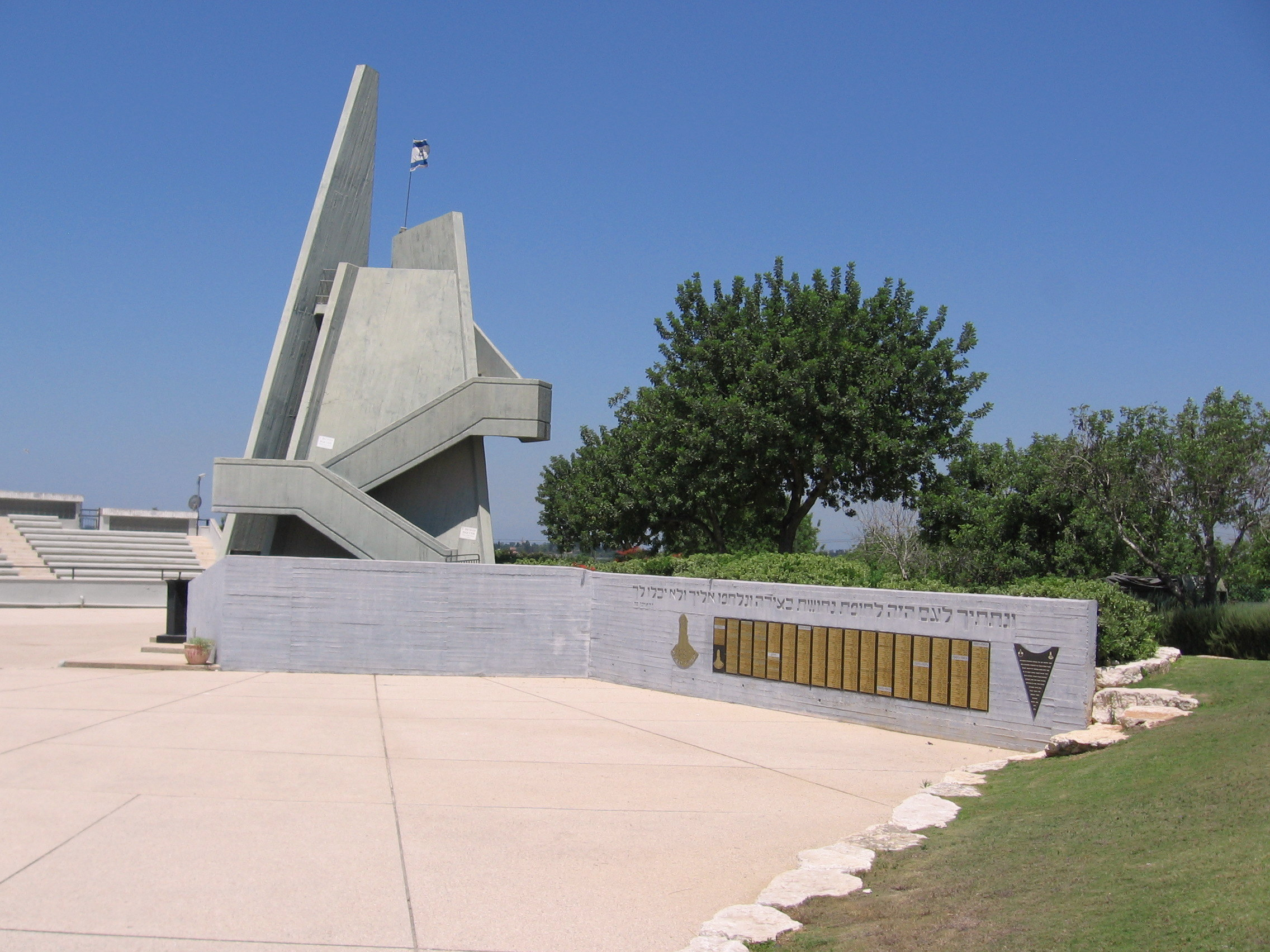
Israeli Border Police Memorial and Heritage Center

An den westlichen Ausläufern des Karmelgebirges an der Anschlussstelle Mechlaf ʿIron (מֶחְלַף עִירוֹן Mechlaf ʿĪrōn) der Nationalstraße  liegt die Gedenkstätte der Gefallenen und das Museum der israelischen Grenztruppe
(hebräisch מוּזֵיאוֹן וְאַנְדַּרְטָה מִשְׁמַר הַגְּבוּל Museiʾōn wəʾAndarṭah Mischmar haGvūl, deutsch ‚Museum und Ehrenmal der Grenzwache‘, englisch Border Police Memorial and Heritage Center). Die Anlage wird auch für Beförderungsfeierlichkeiten verwendet.
2018 benannte die Stadt Netanja einen Kindergarten nach Hadar Cohen und Hadas Malka. 2019 beschloss die Stadt Jerusalem, die Treppen vor dem Damaskustor nach den beiden Beamtinnen zu benennen. Dies wurde im Oktober 2020 umgesetzt.

## Mediale Rezeptionen
2005 zeigte der Spielfilm Karov La Bayit (קָרוֹב לַבַּיִת Qarōv laBajit, deutsch ‚Nah an Zuhause‘, englisch Close to home) die Arbeit zweier junger Mädchen, die ihre Wehrzeit beim Grenzschutz in Jerusalem leisten. Er wurde an diversen Filmfestivals gezeigt, unter anderem auch an den 56. Internationalen Filmfestspiele Berlin und erhielt dort einen Preis des Forums.
2019 zeigte der Fernsehsender Kan 11 die Dokumentation Mechoz Jeruschalajim (Bezirk Jerusalem), die den Berufsalltag und das private Umfeld von 7 Beamten und Beamtinnen darstellte. Involviert in die Serie waren mit Adi Felix und Shir Amsalem, auch zwei Frauen des Grenzschutzes.
2024 zeigte das ZDF die Serie Borders, welche die Geschichte von drei jungen Israelis während ihres Wehrdienstes beim Grenzschutz erzählt.